# アクセル・ポンス
アクセル・ポンス・イ・ラモン (Axel Pons i Ramón, 1991年4月9日 - ) は、スペイン・バルセロナ出身のオートバイレーサー。同選手権250ccクラスで2度チャンピオンになったシト・ポンスの長男である。

## 経歴

### キャリア初期
5歳のときに初めてのオートバイとしてホンダ・XR70に乗る。その後は数年間カートレースで活動し、2輪でのサーキットレースのデビューは2005年、14歳のときと比較的遅かった。デルビの80ccカップ、カタルーニャ州の125cc地方選手権を経て、2007年にスペインロードレース選手権(CEV)125ccクラスに参戦を開始、年間ランキング25位で初年度を終えた。
CEV2年目の2008年は第2戦カタルニアで初表彰台(3位)を獲得。またロードレース世界選手権125ccクラスに第2戦スペインGP、第3戦ポルトガルGP、第7戦カタルニアGPの3レースにワイルドカード枠で出場、グランプリデビューを果たした。しかしCEV第3戦ヘレスでの転倒で両足首を骨折する重傷を負い、シーズン中盤に長期欠場を強いられて年間ランキングは19位に終わった。

### ロードレース世界選手権
2009年、アクセルは父シト・ポンス率いるポンス・レーシングより、ロードレース世界選手権250ccクラスにフル参戦デビューを果たした。ポイントを獲得できたレースは2戦、シリーズランキングは26位に留まった。
2010年は250ccクラス後継のMoto2クラスに参戦。第7戦ダッチTTの予選での転倒で両手首を骨折し3レースを欠場するなどの苦戦が続き、7ポイントの獲得で年間ランキング33位に終わった。しかし世界選手権閉幕後に2戦スポット参戦したCEVのMoto2クラスでは、最終戦ヘレスで自身初優勝を遂げる活躍を見せた。
2011年、アクセルは父のチームに残留し、アレックス・エスパルガロをチームメイトにグランプリ3年目のシーズンを迎える。

## 主なレース戦績

### スペインロードレース選手権(CEV)
| シーズン | クラス | バイク     | 出走 | 優勝 | 表彰台 | ポイント | シリーズ順位 |
| -------- | ------ | ---------- | ---- | ---- | ------ | -------- | ------------ |
| 2007年   | 125cc  | アプリリア | 6    | 0    | 0      | 7        | 25位         |
| 2008年   | 125cc  | アプリリア | 5    | 0    | 1      | 18       | 19位         |
| 2010年   | Moto2  | カレックス | 2    | 1    | 2      | 45       | 9位          |

### ロードレース世界選手権
| シーズン | クラス | チーム                  | バイク            | 出走 | 優勝 | 表彰台 | PP | FL | ポイント | シリーズ順位 |      |
| -------- | ------ | ----------------------- | ----------------- | ---- | ---- | ------ | -- | -- | -------- | ------------ | ---- |
| 2008年   | 125cc  | ジャック&ジョーンズWRB  | アプリリア        | 3    | 0    | 0      | 0  | 0  | 0        | -            |      |
| 2009年   | 250cc  | ぺぺ・ワールド・チーム  | アプリリア        | 16   | 0    | 0      | 0  | 0  | 3        | 26位         |      |
| 2010年   | Moto2  | テネリフェ40ポンス      | ポンス カレックス | 14   | 0    | 0      | 0  | 0  | 7        | 33位         |      |
| 2011年   | Moto2  | ポンスHP40              | ポンス カレックス | 12   | 0    | 0      | 0  | 0  | 1        | 32位         |      |
| 2012年   | Moto2  | ポンスHP40 トゥエンティ | カレックス        | 12   | 0    | 0      | 0  | 0  | 1        | 32位         |      |
| 2013年   | Moto2  | カレックス              | トゥエンティ HP40 | 49   | 15   | 0      | 0  | 0  | 0        | 6            | 25位 |
| 合計     |        |                         |                   | 33   | 0    | 0      | 0  | 0  | 10       |              |      |